# Banaras – A Mystic Love Story
Banaras – A Mystic Love Story (inaczej:"Ek Dhun Banaras Kee") – indyjski film z 2006 roku wyreżyserowany przez Pankaja Parashara, autora Nigdy cię nie zapomnę. Akcja filmu rozgrywa się nad Gangesem, w świętym mieście Waranasi (Benares) ściągającym pielgrzymów z całych Indii. Tematem filmu są relacje młodej kobiety z rodzicami i ukochanym mężczyzną. Film ma wiele odwołań do religii.
Tematem filmu jest szukanie prawdy i Boga, a także miłość, która najpierw przekroczywszy granice kast, potem zniosła podziały między życiem a śmiercią dając bohaterce siłę do przebaczenia rodzicom wyrządzonego jej zła.

## Fabuła
Benares. Kobieta sprzątająca kamienne ghaty, schodzące ku wodzie Gangesu znajduje na nich płaczące niemowlę. Chłopiec staje się jej synem i otrzymuje imię Sohan. Dorastając, buntuje się w szkole. Trudno mu się pogodzić z tym, że jako ktoś z niższej kasty jest bity i lekceważony przez nauczyciela. Pociechę znajduje w słowach matki i guru (Naseeruddin Shah), który jak ojciec tłumaczy mu zasady świata, uczy wiary w Boga, medytacji, uduchowionego śpiewu. Nadaje mu po raz drugi imię: Soham. Dorosły już Soham (Ashmit Patel) stara się o posadę nauczyciela śpiewu na uniwersytecie. Mimo że nikt ze starających się nie śpiewa z takim wyczuciem duchowości pieśni jak on, decydujący o przyjęciu mają wątpliwości. Przynależność do niższej kasty zamyka mu drogę do kariery. W przezwyciężeniu tych trudności pomaga mu urzeczona jego śpiewem Shwetambari (Urmila Matondkar). Jego śpiew, poszukiwania duchowe, tęsknota za przeżyciem jedności z Bogiem czynią go coraz bliższym dziewczynie. Ich spotkania, samotne wyprawy do Sarnath, czułość, jaką darzą siebie na oczach wszystkich podczas święta Holi, budzi oburzenie. Soham wzbudzając miłość w Shwecie przekroczył granice swojej kasty. Jednak siła miłości Shwety, jedynej córki bramina, zwycięża powszechną niechęć i wrogość. W domu trwają przygotowania do ślubu. Ściany ustrojono pomarańczowymi nagietkami. Uszczęśliwiona Shweta przymierza czerwone ślubne sari. Śmieje się na myśl o przyszłości. Ale śmiech ten zamienia się w pełen bólu krzyk, gdy nagle słyszy słowa: "Zamordowano go".

## MotywyBollywoodu
- Soham jest bity w szkole jako ktoś z niższej kasty. Sprzątająca matka jest w odczuciu niektórych ludzi nieczysta. Tłumaczy rozżalonemu synowi, że w oczach Boga nie jest kimś nieczystym. A jednak ojciec Shwety, gdy Soham dziękuje mu za pomoc w uzyskaniu pracy, odsuwa się od niego pospiesznie chcąc uniknąć dotknięcia. Soham za przekroczenie w miłości granicy kasty płaci życiem. Motyw podziału ludzi ze względu na kasty do dziś społeczny problem Indii też m.in. w – Lajja, Swades.
- Baba, guru opowiada bohaterowi historię króla, który poświęcił królestwo, dom i rodzinę, aby wyruszyć w świat w poszukiwaniu prawdy. W Sarnath, w miejscu, w którym po raz pierwszy zaczął nauczać Budda Soham porusza Shwetę przeżywając wizję jedności świata zanurzonego w miłości, tańczącego w jej rytmie, świata bez śmierci. Tu ubrana we wdowią biel Shweta szuka spokoju po śmierci Sohama. Patrzy na kamień zabytków, pamiątki po wizycie Buddy w Benares. Motywy buddyzmu można też zobaczyć m.in. w Aśoka Wielki, czy Kannathil Muthamittal. Wynurzającą się z wody statuę Buddy można też zobaczyć w filmach telugu, których tłem jest Hajdarabad, np. Sainikudu, czy Happy.
- Tłem dla filmu jest Waranasi, święte miasto nad rzeką Ganges. Święte dla hindusów miasto Waranasi pojawia się też m.in. w Woda i Podróż kobiety, czy Dharm.

## Obsada
- Urmila Matondkar – Shwetambari M. 'Shweta' Nath
- Ashmit Patel – Soham
- Dimple Kapadia – Gayatri M. Nath
- Raj Babbar – Mahendra 'Mahen' Nath
- Naseeruddin Shah – Babaji
- Akash Khurana – Dr. Gopal Bhattacharya
- Arif Zakaria – inspektor Satpal Shukla
- Javed Khan – Gunjan Juari
- Rajeev Mishra – Mahamaya